# Pan Božský
Pan Božský (v anglickém originále The Perfect Man) je americký romantický komediální film z roku 2005. Režie se ujal Mark Rosman a scénáře Gina Wendkos. Hlavní role hrají Hilary Duff, Heather Locklear a Chris Noth. Film získal negativní recenze od kritiků, ale komerční úspěch. Ve Spojených státech měl premiéru dne 17. června 2005. 

## Obsazení
- Hilary Duff jako Holly Hamilton
- Heather Locklear jako Jean Hamilton, Holly matka
- Chris Noth jako Ben Cooper, Amy strýc, majitel bistra River
- Mike O'Malley jako Lenny Horton, zaměstnanec pekárny, kterému se Jeana zalíbí
- Ben Feldman jako Adam Forrest, Holly spolužák a kamarád
- Vanessa Lengies jako Amy Pearl, Holly spolužačka a nejlepší kamarádka
- Caroline Rhea jako Gloria, Jeany kamarádka a spolupracovnice
- Kym Whitley jako Dolores, Jeany kamarádka a zaměstnavatelka
- Aria Wallace jako Zoe Hamilton, Holly mladší sestra
- Carson Kressley jako Lance, Benův zaměstnanec
- Michelle Nolden jako Amber
- Maggie Castle jako Wichita Girl
- Gerry Mendicino jako Jeany spolupracovnice v obchodě
- James McGowan jako Jeany nápadník
- Philip Akin jako učitelka angličtiny
- Jeff Lumby jako Dr. Fitch
- Monique Mojica jako ředitelka Campbell
- Amelia Winchester jako Polly Smith

## Přijetí

### Tržby
Film vydělal 16,5 milionů dolarů v Severní Americe a 3,2 milionů dolarů v ostatních oblastech, celkově tak vydělal 19,7 milionů dolarů po celém světě. Rozpočet filmu činil 10 milionů dolarů. Za první víkend docílil osmé nejvyšší návštěvnosti, kdy vydělal 15,3 milionů dolarů.

### Recenze
Na recenzní stránce Rotten Tomatoes získal film z 115 započtených recenzí 6 procent. Na serveru Metacritic snímek získal z 29 recenzí 27 bodů ze sta. Na Česko-Slovenské filmové databázi snímek získal 53 procent.

### Ocenění a nominace
Hilary Duff získala za roli Holly cenu Teen Choice Awards v kategorii nejlepší ženský herecký výkon v komediálním filmu. Získala také nominaci na Zlatou malinu v kategorii nejhorší herečka, cenu však získala Jenny McCarthy.